# Nothing Lasts Forever
『Nothing lasts forever』（ナッシング・ラスツ・フォーエバー）は、coldrainの1枚目のミニアルバム。2010年6月23日にVAPからリリースされた。

## 概要
前作『Final Destination』から8ヶ月ぶりのリリース。また、coldrain初となるミニアルバムである。通常盤のみのリリース。
初回生産分のみ、スペシャル・チェンジングステッカー封入

## 楽曲解説
Die tomorrow
リード曲。MVが作られている。
サビの最初の一句が、本作の表題である「Nothing Lasts Forever」になっている。
MVは、地下と林の2つの風景を撮ったもの。
TVゲーム『ワールドサッカー ウイニングイレブン 2011』に収録されている。
We're not alone
いきなりスクリームから始まり、Cメロで穏やかになる、転調が激しい楽曲。日本テレビ系で放送されたテレビアニメ『RAINBOW -二舎六房の七人-』のオープニングテーマとして使用された。
Stuck
Stacie Joy Orricoが2003年に発表したアルバム『Stacie Orrico』に収録されている「Stuck」のカバー曲。coldrainにとって初となるカバー曲収録。
アレンジが施されており、原曲の面影が殆ど無い。
The youth
ハードロックな曲調の楽曲。
後半に一瞬ではあるが、メンバーによるコーラスのみの場面がある。
Miss you
本作唯一のバラード。
ディストーションが一切使われておらず、ドラムロールが多用されている。

## 収録曲
| 全作詞: Masato、全編曲: coldrain。 |                     |                                    |                                    |      |
| #                                  | タイトル            | 作詞                               | 作曲                               | 時間 |
| 1.                                 | 「Die tomorrow」    | Masato                             | Masato                             | 3:06 |
| 2.                                 | 「We're not alone」 | Masato                             | Y.K.C                              | 3:58 |
| 3.                                 | 「Stuck」           | KADISH KEVIN PAUL、ORRICO STACIE J | KADISH KEVIN PAUL、ORRICO STACIE J | 3:28 |
| 4.                                 | 「After dark」      | Masato                             | Masato、Y.K.C                      | 3:37 |
| 5.                                 | 「The youth」       | Masato                             | Masato、Y.K.C                      | 3:25 |
| 6.                                 | 「Miss you」        | Masato                             | Masato、Sugi                       | 3:58 |
| 合計時間:                          | 合計時間:           | 合計時間:                          | 21:32                              |      |